# Eid Al-Muwallad
Eid Al-Muwallad (Yeda, 14 de diciembre de 2001) es un futbolista saudí que juega en la demarcación de centrocampista para el Al-Ahli Saudi F. C. de la Liga Profesional Saudí.

## Selección nacional
Hizo su debut con la selección absoluta de Arabia Saudita el 21 de noviembre de 2023 contra Jordania en un partido de clasificación para la Copa Mundial de Fútbol de 2026 que finalizó con un resultado de 0-2 a favor del combinado saudí tras un doblete de Saleh Al-Shehri.

## Clubes
| Club                | País           | Año       | Partidos | Goles |
| ------------------- | -------------- | --------- | -------- | ----- |
| Al-Okhdood Club     | Arabia Saudita | 2022-2025 | 71       | 2     |
| Al-Ahli Saudi F. C. | Arabia Saudita | 2025-     | 10       | 0     |

## Palmarés

### Títulos internacionales
| Título                            | Club                | Sede | Año  |
| --------------------------------- | ------------------- | ---- | ---- |
| Liga de Campeones Élite de la AFC | Al-Ahli Saudi F. C. | Yeda | 2025 |